# La morte di Balzac
La morte di Balzac (in francese, La Mort de Balzac) è un insieme di tre sottocapitoli originariamente destinati ad essere inclusi in La 628-E8, dello scrittore francese Octave Mirbeau, nel mese di novembre 1907, e rimossi all'ultimo momento, per rispondere alla richiesta della figlia ottantenne di Ewelina Hańska, la vedova di Balzac. La Mort de Balzac è stato pubblicato da Pierre Michel e Jean-François Nivet nel 1989. Una prima edizione, limitata a 250 copie ed intitolata Balzac, era stata pubblicata nel 1918.

## Contenuto

### Una vita prodigiosa

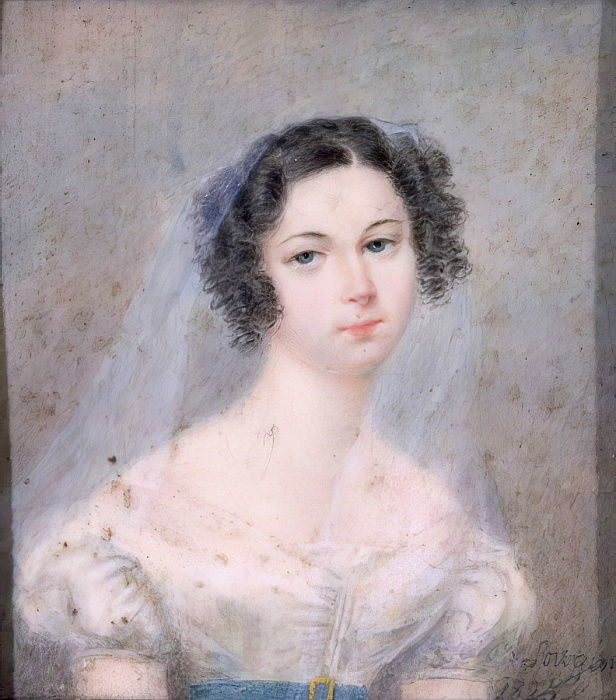
Ritratto di Évelyne Hańska, ca. 1825

Il volume contiene tre capitoli: Con Balzac, La moglie di Balzac e La morte di Balzac, quello che ha suscitato uno scandalo. Nel primo capitolo, Mirbeau manifesta la sua ammirazione per Balzac, non solo per l'autore dell'epica "commedia umana", ma anche per la vita prodigiosa di un "uomo straordinario", "miracolo di umanità".
Naturalmente, Balzac, come ognuno, conosceva debolezze e contraddizioni. Ma, per Mirbeau, la sua vita fu così "enorme, tumultuosa, ribollente", che non è possibile sottometterlo alle "regole dell'antropometria volgare" o "racchiuderlo nella piccola cella della morale comune e degli respetti sociali": "Dobbiamo accettarlo, amarlo, onorarlo come era. Tutto era grande in lui, i suoi vizi e le sue virtù."

### Malinteso e tradimento
Il secondo capitolo racconta la storia del legame amoroso di Balzac colla “straniera”, Ewelina Hańska. Mirbeau sottolinea il malinteso che lo minacciava dal principio. Siccome è pessimista e vede nell'amore un'illusione pericolosa e devastatore, Mirbeau considera che le loro « esaltazioni amorose » costituiscono un « doppio errore », conducendo inevitabilmente ad una « doppia caduta ».

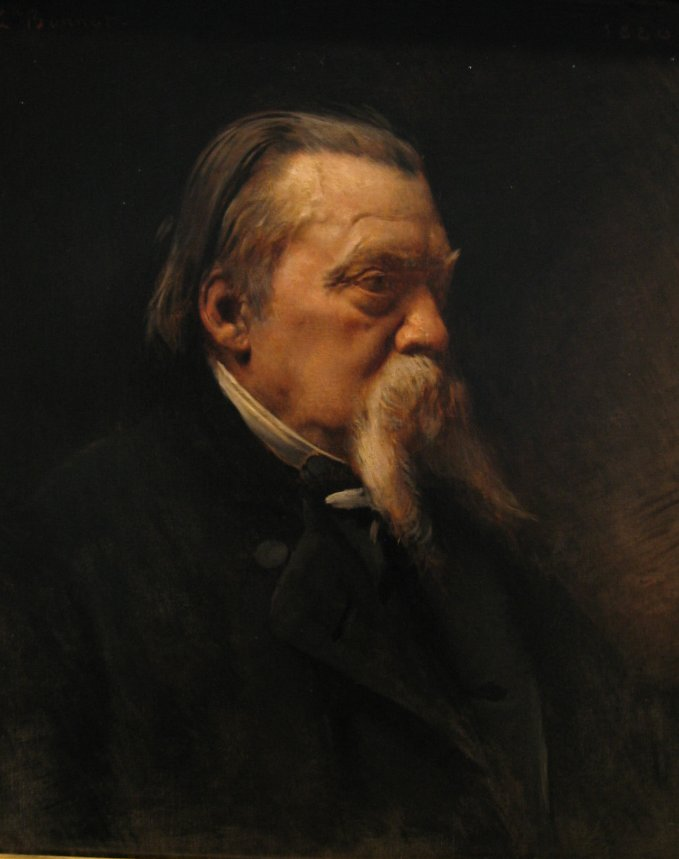
Léon Bonnat, ritratto di Jean Gigoux (1880), Museo di Besançon

Nel terzo capitolo, l'autore giustifica il suo racconto della morte del grande romanziere dicendo che l'ha sentito nella bocca del pittore Jean Gigoux, durante un incontro nello studio dello scultore Auguste Rodin. Secondo Gigoux, durante la sua agonia, Balzac sarebbe stato abbandonato, mentre sua moglie avrebbe ricevuto il pittore, il suo amante, in una camera vicina. Naturalmente, gli specialisti di Balzac sono indignati da questa calunnia. Ma a Mirbeau non importava la “verità” storica, inaccessibile alla ragione umana. Ciò che era importante, per lui, era di sottolineare ancora una volta l'incomunicabilità fra i sessi, che sono separati per sempre da un « abisso incolmabile » ; ed anche di vendicarsi di sua propria moglie, la già attrice Alice Regnault, che lo tradirà ignominiosamente dopo la sua morte.
Una prima traduzione italiana, La morte di Balzac, è stata pubblicata in marzo 2014 dalle Edizioni Sedizioni. Traduttore : Davide Vago. Une seconda traduzione, firmata da Eileen Romano, è stata pubblicata dalle edizioni Skira in luglio 2014.